# Communauté de communes Nord Limagne
La communauté de communes Nord Limagne est une ancienne communauté de communes française, située dans le département du Puy-de-Dôme en région Auvergne-Rhône-Alpes.

## Historique
| Période                                  | Période  | Identité   | Étiquette | Qualité                                                                         |
| ---------------------------------------- | -------- | ---------- | --------- | ------------------------------------------------------------------------------- |
| Les données manquantes sont à compléter. |          |            |           |                                                                                 |
|                                          | En cours | Luc Chaput | UMP       | Ancien conseiller général du canton d'Aigueperse Maire d'Aigueperse depuis 2014 |

Le projet de schéma départemental de coopération intercommunale (SDCI) du Puy-de-Dôme, dévoilé en octobre 2015, impose la fusion avec les communautés de communes des Coteaux de Randan et Limagne Bords d'Allier, afin de satisfaire aux préconisations de la loi no 2015-991 du 7 août 2015 portant nouvelle organisation territoriale de la République. La nouvelle intercommunalité formée comprendra 25 communes pour une population d'environ 20 000 habitants.
Ce périmètre proposé est confirmé à la suite de l'adoption du SDCI en mars 2016. La fusion est prononcée par l'arrêté préfectoral du 13 décembre 2016 ; la nouvelle intercommunalité prend le nom de « Plaine Limagne ».

## Territoire communautaire

### Géographie
La communauté de communes Nord Limagne est située au nord du département du Puy-de-Dôme. Elle constitue l'une des trois intercommunalités puydômoises du pays Vichy-Auvergne. Elle jouxte les communautés de communes des Coteaux de Randan à l'est, Limagne Bords d'Allier au sud-est, Limagne d'Ennezat et Riom-Communauté au sud, Côtes de Combrailles à l'ouest, et avec le département limitrophe de l'Allier, la communauté de communes du Bassin de Gannat au nord et la communauté d'agglomération de Vichy Val d'Allier au nord-est.
Le territoire communautaire est traversé par la route départementale 2009 (ancienne route nationale 9) reliant le nord du département en direction de Gannat et de Moulins à l'agglomération clermontoise, avec un contournement à Aigueperse. Les autres routes secondaires sont :
- la route départementale 984, ancienne route nationale desservant Effiat, et continuant vers l'agglomération vichyssoise ; de cet axe, la RD 223 permet de rejoindre Randan ;
- la RD 210, desservant Thuret, sur l'axe de Clermont-Ferrand à Randan ; Thuret est reliée à Aigueperse par la RD 12 ;
- la RD 985, ancienne route nationale en direction d'Artonne et de Combronde ; cette route offre également un accès autoroutier à l'A71 (échangeur no 12.1) ;
- la RD 211, axe de Thuret à Riom, dessert Sardon, au sud de la communauté de communes.

### Composition
Elle regroupe douze communes, toutes situées dans l'arrondissement de Riom. Avant le redécoupage des cantons du département, le territoire recoupait exactement celui du canton d'Aigueperse.
| Nom                 | Code Insee | Gentilé               | Superficie (km2) | Population (dernière pop. légale) | Densité (hab./km2) |
| ------------------- | ---------- | --------------------- | ---------------- | --------------------------------- | ------------------ |
| Aigueperse (siège)  | 63001      | Aiguepersirons        | 10,50            | 2 698 (2014)                      | 257                |
| Artonne             | 63012      | Artonnois             | 17,48            | 866 (2014)                        | 50                 |
| Aubiat              | 63013      | Aubiadaires           | 14,79            | 919 (2014)                        | 62                 |
| Bussières-et-Pruns  | 63061      | Bussiérois et Prunois | 11,63            | 434 (2014)                        | 37                 |
| Chaptuzat           | 63090      | Chaptuzatois          | 8,24             | 494 (2014)                        | 60                 |
| Effiat              | 63143      | Effiatois             | 19,96            | 1 101 (2014)                      | 55                 |
| Montpensier         | 63240      | Montpensierois        | 7,24             | 443 (2014)                        | 61                 |
| Saint-Agoulin       | 63311      | Saint-Agoulinois      | 9,34             | 332 (2014)                        | 36                 |
| Saint-Genès-du-Retz | 63347      | Saint-Genestois       | 8,24             | 495 (2014)                        | 60                 |
| Sardon              | 63406      | Sardonais             | 8,41             | 314 (2014)                        | 37                 |
| Thuret              | 63432      | Thurétois             | 16,66            | 902 (2014)                        | 54                 |
| Vensat              | 63446      | Vensatois             | 16,11            | 487 (2014)                        | 30                 |

### Démographie
| 1968  | 1975  | 1982  | 1990  | 1999  | 2008  | 2013  |
| ----- | ----- | ----- | ----- | ----- | ----- | ----- |
| 7 344 | 7 518 | 7 591 | 7 781 | 7 768 | 8 592 | 9 400 |

## Administration

### Siège
La communauté de communes siège à Aigueperse. Ses bureaux se trouvent dans l'ancien couvent des clarisses réhabilité, au fond d'une impasse située à l'est de la Grande Rue, entre l'hôtel de ville et l'église Notre-Dame.

### Les élus
La communauté de communes est gérée par un conseil communautaire composé de 28 membres représentant chacune des communes membres : six élus pour Aigueperse et deux élus pour les autres communes,.

### Présidence
En 2014, le conseil communautaire a élu son président, Luc Chaput, et désigné ses cinq vice-présidents qui sont :
1. Marc Carrias (développement économique et voirie d'intérêt communautaire) ;
2. Josette Breysse (aménagement de l'espace, environnement, tourisme et habitat) ;
3. Pierre Lyan (actions sociales) ;
4. Bertrand Hanoteau (finances, mutualisation, suivi du personnel et travaux) ;
5. Gisèle Boissier (actions culturelles).

### Compétences
L'intercommunalité exerce des compétences qui lui sont déléguées par les communes membres.
Comme toute communauté de communes, les compétences obligatoires exercées sont le développement économique et l'aménagement de l'espace.
La communauté de communes a choisi quatre compétences optionnelles : politique du logement et cadre de vie, voirie communautaire, gestion des déchets des ménages, actions sociales.
Enfin, cette structure intercommunale détient deux compétences facultatives, les actions culturelles et le tourisme.

### Régime fiscal et budget
La communauté de communes est soumise au régime de la fiscalité professionnelle unique.

### Sources
- « CC de Nord Limagne » dans la base BANATIC (consulté le 3 décembre 2015).
- Dossier statistique sur le site de l'INSEE (consulté le 3 décembre 2015).